# Éric de Bisschop
Pour les articles homonymes, voir Bisschop.
Jules Éric Joseph de Bisschop, dit Éric de Bisschop, né le 21 octobre 1891 à Aire-sur-la-Lys (Pas-de-Calais) et mort le 30 août 1958 sur l'atoll de Rakahanga dans les Îles Cook, est un navigateur français célèbre dans les années 1930 et 1950 du fait de ses voyages transocéaniques, notamment ceux de la double pirogue Kaimiloa (1937-38) et des radeaux Tahiti-Nui (1956-1958).
Il a passé la plus grande partie de sa vie dans l'océan Pacifique, notamment à Honolulu (1935-37 et 1941-47) et en Polynésie française (1947-1956) et a mené des travaux de recherche sur cet océan ainsi que sur l'histoire et les caractéristiques ethniques de ses populations, surtout celles de Polynésie, .
Il est mort dans un naufrage en voulant démontrer que dans l'Antiquité les Polynésiens étaient capables de faire des voyages de circumnavigation sur des radeaux à voile.
Avec Joshua Slocum et Alain Gerbault, Éric de Bisschop fait partie du groupe des premiers navigateurs sur petit voilier de la première moitié du XXe siècle.

## Biographie

### Famille
Jules Éric Joseph de Bisschop naît le 21 octobre 1891 à Aire-sur-la-Lys (Pas-de-Calais) dans une famille de savonniers de Tourcoing (Nord). Il est le fils d'Émile Louis Joseph Debisschop (né le 8 mai 1856 à Tourcoing), fabricant de savon à Tourcoing, et d'Anna Fromentin, mariés le 30 septembre 1882 à Tourcoing qui eurent 8 enfants.
Les notices biographiques affirment qu'il a eu pour parrain Philippe Pétain.
Il épouse, le 4 mars 1919 à Antibes, Simone Paule Jeanne de Couëspel (née le 2 août 1893 à Wimille), le couple divorce après la naissance d'une fille née en 1923. Il épouse en deuxièmes noces, le 16 décembre 1938 à Paris 16e, la princesse américano-polynésienne Constance Virginia Papaleaiaina Constable (1905-1980), qui avait eu une fille d'un précédent mariage, Yolanda (née en 1932).
Éric de Bisschop est le grand-père de Franck Goddio,, archéologue sous-marin connu pour ses découvertes archéologiques en Égypte dans le port est d'Alexandrie et en baie d'Aboukir ainsi qu'en mer de Chine.

### Jeunesse
Éric de Bisschop indique qu'il a passé le cap Horn comme mousse sur le quatre-mâts Dunkerque, sans préciser la date (probablement entre 1905 et 1910) ni la durée de cet engagement ; il aurait ensuite suivi les cours d'une école d'hydrographie, aurait été breveté lieutenant puis capitaine au long cours (donc dans la marine marchande). Mobilisé, il commande au début de 1915 un patrouilleur dans le pas de Calais puis aurait participé à l'opération des Dardanelles. Il suit une formation de pilote d'avion et subit un grave accident aérien au large de Toulon (1917) au cours d'un vol en hydravion où il était simplement observateur Il reste hospitalisé pendant très longtemps (probablement jusqu'à la fin de la guerre).
En 1927, il quitte la France et part pour la Chine, où il semble avoir travaillé dans la marine marchande, en particulier en 1931, lorsqu'il rencontre Joseph Tatibouet, dit Tati, à Hankou.

### La période desFou Po
Au début de Kaimiloa, il retrace de façon un peu plus détaillée sa vie de 1931 à 1935 : c'est la période des Fou Po I et II.
Après sa rencontre avec « Tati », il construit une première jonque, avec laquelle il remonte le Yangzi Jiang de Shanghai à Hankou ; Tati et lui prennent la mer en novembre 1932, avec trois hommes d'équipage, mais, une fois en mer de Chine, le bateau subit un ouragan et est détruit sur la côte de Formose (Taïwan). Ils reconstruisent très rapidement un Fou Po II, plus petit, sur lequel ils naviguent à deux de février 1933 à octobre 1935, dans le sud-ouest du Pacifique et dans l'est de l'océan Indien, étudiant les courants marins et corrigeant les coordonnées de certains îlots et récifs ; de juillet 1934 à février 1935, ils séjournent sept mois chez les indigènes de la côte sud de Nouvelle-Guinée, dans le Prurari Delta.
En juillet 1935, ils font escale à Jaluit, dans les îles Marshall, contrôlées par le Japon au titre d'un mandat de la SDN. Le gouverneur de Jaluit les accuse d'espionnage ; ils sont mis sous un régime de résidence surveillée et Éric de Bisschop est soumis pendant quinze jours à un interrogatoire quotidien, jusqu'au début août. Les charges sont finalement levées à grand peine, grâce à un officier de marine japonais chargé de la fonction d'interprète ; ils quittent Jaluit sans attendre et prennent la direction des îles Hawaï. Au bout d'un mois, ils découvrent que leurs vivres de réserve sont totalement avariés, à la suite d'une perquisition japonaise effectuée à leur insu. C'est seulement le 25 octobre 1935 qu'ils parviennent, quasi morts de faim, à Kalaupapa, dans l'île de Molokai, où ils sont recueillis dans l'hôpital de la léproserie. Mais, le 27 octobre, une tempête anéantit le Fou Po II et la totalité des travaux réalisés pendant les trois années précédentes,.

### LeKaimiloa
Immédiatement après cette épreuve, Éric de Bisschop décide de construire un nouveau bateau, non plus une jonque, mais une double pirogue polynésienne de haute mer, un type de bateau qui n'est plus utilisé depuis plusieurs siècles. Hébergé à Honolulu, il effectue des recherches qui ne donnent pas grand chose.
Il commence tout de même sur ses propres plans la construction du Kaimiloa (terme hawaïen signifiant Au-delà des horizons lointains), dont tout le monde dit qu'il ne flottera pas ; c'est un assemblage de deux coques reliées par une plateforme centrale. Les matériaux utilisés sont simples : bois et bambou, sauf le métal des chaînes et ressorts solidarisant les trois éléments du bateau. Pour les voiles, il reprend le modèle de la voilure chinoise. Le Kaimiloa subit un premier essai en octobre 1936, un second, plus long, en novembre ; c'est au cours de celui-ci qu'est prise la décision de rentrer directement en France par le cap de Bonne Espérance au lieu de poursuivre la navigation dans le Pacifique.
Ils quittent Honolulu le 7 mars 1937 et arrivent à Cannes le 21 mai 1938, après des escales à Futuna (14-25 avril), Murray Island (23-24 mai), Coconut Island (26-28 mai), Bali (15-17 juin), Surabaya dans l’île de Java (18-19 juin), Le Cap (28 août-12 septembre) et Tanger (3 janvier-8 mai) et de nombreux incidents et avaries en mer (tempêtes, voies d'eau, gréement endommagé, etc.). Les principaux moments difficiles ont été : le passage de la grande barrière de corail puis du détroit de Torres au nord de l'Australie, avec trois zones de récifs à franchir (sans carte) ; l'arrivée au Cap, avec une tempête exceptionnellement forte qui brise un des gouvernails ; la fin du parcours dans l'Atlantique où à trois reprises (Madère, Açores, Lisbonne), du 20 au 30 décembre, ils sont empêchés d'accoster par le mauvais temps, réussissant à grand peine à atteindre Tanger.
Au total, c'est un voyage de plus d'une année ; ils auront passé 250 jours en mer. C'est un véritable exploit dans la mesure où le navire n'est équipé d'aucun des instruments de navigation moderne existant pourtant déjà à l'époque. Nombre d'escales durant cette longue circumnavigation seront utilisées pour réparer le navire des conséquences des tempêtes et divers « coups de tabac ».
Au cours de l'année 1939, les éditions Plon publient Au-delà des horizons lointains, diptyque composé du Kaimiloa d'Éric de Bisschop et des Confessions de Tatibouet de François de Pierrefeu, François de Pierrefeu est un camarade d'Éric de Bisschop pendant la Première Guerre mondiale ; il a par la suite fait partie de l'entourage de l'architecte-urbaniste Le Corbusier, un ami qu'Éric de Bisschop a retrouvé à Tanger.
Dans une interview à Paris-Soir, Éric de Bisschop déclare qu'après la guerre, pendant dix-huit mois il devint armateur avec un vieux trois-mâts spécialement aménagé pour le transport de bois précieux, avec lequel il fit route pour les petits ports de la côte d'Afrique, cherchant du fret.

### LeKaimiloa-Wakea
Le Kaimiloa-Wakea, un trimaran, est construit en 1939 au chantier Pradet à Bègles (Gironde). Leur projet est de retourner dans le Pacifique par le canal de Panama. Au début de la guerre, Éric de Bisschop obtient de Georges Mandel, ministre des Colonies, un ordre de mission concernant les Îles Marquises. Le bateau part de Bordeaux le 14 juin 1940, mais est détruit dans un accident à Las Palmas de Gran Canaria (probablement en juillet 1940) ; ils séjournent longtemps aux Canaries, dans l'attente du règlement judiciaire de l'accident. La Polynésie française ayant par ailleurs opté pour la France Libre, Éric et Constance de Bisschop décident de revenir à Honolulu. Le voyage (via les États-Unis) est effectué aux frais du maréchal Pétain. Ils arrivent à Honolulu début août 1941.

### Agent consulaire à Honolulu et soutien au maréchal Pétain
Sur le plan politique, il fait alors preuve d'un soutien sans faille au maréchal Pétain et d'une hostilité catégorique à la France libre, de même que son épouse, qui intervient à plusieurs reprises dans la presse de Honolulu et auprès du Secrétaire d'État américain (Sumner Welles).
Nommé agent consulaire à Honolulu par le régime de Vichy en mai 1941,, il voit son accréditation supprimée le 13 décembre 1941, peu après l'attaque japonaise de Pearl Harbour. Il est incarcéré trois jours en mai 1942 par la Sécurité militaire (Military Intelligence).
Il semble qu'il ait passé les années 1942-1946 sans occupation précise, toujours à Honolulu.[réf. souhaitée]

### La Polynésie française
En 1947, il quitte les îles Hawaii où il laisse son épouse et s'installe en Polynésie française. Dès le début, il a le projet d'une expédition en radeau vers l'Amérique du Sud, mais celle-ci n'aura lieu que neuf ans plus tard. Il exerce d'abord une activité de marin de commerce dans les îles (collecte du coprah), puis en 1951, obtient un poste temporaire d'agent du cadastre et de cartographe, poste qu'il occupe dans les îles Australes, pendant trois ans à Rurutu, puis à Raivavae pendant deux ans.

### LesTahiti-Nui
Le Tahiti-Nui I
Éric de Bisschop a retracé l'expédition du Tahiti-Nui dans son livre Cap à l'est.
Inspiré par l'aventure du Kon TiKi de Thor Heyerdahl, – qui s'est écrasé en 1947 sur un récif corallien de l'atoll de Raroia dans l'archipel des Tuamotu –, c'est un long périple de Papeete (Polynésie française) aux côtes chiliennes sur un radeau de bambou à double gréement de voiles tressées (et non tissées) en pandanus, gouverné grâce à un système de dérives mobiles (guaras). Après la réalisation d'une maquette au 1/10e, la construction du radeau a lieu à Papeete de mai à octobre 1956. Outre les éléments traditionnels, il comporte une cabine étanche (en contreplaqué) qui abrite le matériel photographique et météorologique et l'équipement radio.
Le départ a lieu le 8 novembre 1956 avec quatre équipiers (Francis Cowan, Alain et Michel Brun, et le Chilien Juan Bugaño, dit Juanito). Après une escale à Port Phaéton au sud de l'île de Tahiti le 15 novembre, afin d'ajouter des bambous, l'expédition se dirige vers le sud jusqu'aux Iles Australes, où elle bénéficie d'un dernier ravitaillement par le navire de liaison de l'administration française (15 décembre).
Ils font ensuite route vers le sud-est, puis vers l'est aux latitudes 30-35° S. La progression est un peu lente du fait que les vents dominants sont d'est, mais Éric de Bisschop ne veut pas descendre à 40-45°, où les vents d'ouest seraient trop violents. Début mars 1957, ils se trouvent à 350 milles de l'île de Pâques.
En mai, à deux semaines de navigation des îles Juan Fernandez (Chili), le radeau est en assez mauvais état : il perd des bambous et une bonne part est infestée de tarets ; l'équipage sollicite un remorquage et ils sont rejoints par la frégate chilienne Baquedano. Durant les opérations de remorquage, le radeau subit de graves avaries (24 mai) et est finalement abandonné sans perte humaine (26 mai). Les cinq hommes sont amenés au Chili, où ils reçoivent un accueil très chaleureux à Valparaíso puis à Santiago.
Dans les dernières pages de son récit, Éric de Bisschop « rêve de pouvoir refaire ce voyage équipé de tous les instruments modernes d'investigation hydrographiques ». Le navigateur s'interroge sur la possibilité d'expliquer un jour, comment dans l'immensité du Pacifique, les anciennes populations polynésiennes ont réussi à naviguer et à s'implanter de la Nouvelle-Zélande à l'île de Pâques et aux îles Hawaï.
Le Tahiti-Nui II et la mort d'Éric de Bisschop
Le second Tahiti-Nui est construit au Chili dans le port de Constitución, grâce à l'aide des chantiers navals locaux. Il s'agit d'un radeau de cyprès. Il part de Constitución le 15 février 1958 avec un équipage modifié (Francis Cowan et Michel Brun, repartis à Tahiti, sont remplacés par Jean Pélissier et Hans Fischer). Après une escale à Callao (Pérou) du 26 mars au 13 avril, ils repartent vers la Polynésie française. Après un échec pour accoster aux îles Marquises, le radeau connaît une perte de flottabilité qui oblige l'équipage à construire un radeau de secours (Tahiti-Nui III). Celui-ci fait naufrage sur les récifs de Rakahanga dans les Îles Cook (30 août 1958) et chavire brutalement. Éric de Bisschop, heurté à la tête par le radeau, est la seule victime. Il est inhumé à Rakahanga, puis rapatrié en Polynésie française, où il repose dans le cimetière de Moerai sur l'île de Rurutu,.

### Commémorations
En 1988, un timbre a été émis par l'OPT pour le 30e anniversaire de son expédition et de sa mort ainsi qu'un autre en 2008 pour le 50e anniversaire.
En janvier 2009, une stèle retraçant sa vie a été placée sur le mur du cimetière de Moerai.

## Publications
- Kaimiloa : D'Honolulu à Cannes par l'Australie et Le Cap, à bord d'une double pirogue polynésienne, Éditions Plon, Paris, 1939 (Au-delà des horizons lointains 1). Réédition : Paris, Hachette, 1953. Traduction anglaise : The Voyage of the Kaimiloa, Londres, 1940.
- Cap à l'Est : Première expédition du Tahiti-Nui, Éditions Plon, Paris, 1958. Traduction anglaise : Tahiti-Nui, New-York, 1959 ; traduction russe : Tahiti-Nui.
- Vers Nousantara, ou l'énigme polynésienne, La Table Ronde, Paris, 1963 (Collection L'ordre du jour)[43].